# 강서고분
강서고분(江西古墳)은 조선민주주의인민공화국 평안남도 강서군 삼묘리에 있는 고분 세 기를 함께 일컫는 말이다. 고분 세 기가 삼각형을 이루며 배치되어 있다.

## 강서대묘
강서 고분군 중 가장 큰 묘이다 사신도가 그려져 있다

## 강서 소묘
세 고분 중 가장 작으며, 조선민주주의인민공화국 국보 5호이다. 3개의 묘 중에서 동북쪽에 자리하고 있으며, 한 칸의 돌칸흙무덤이다. 봉분은 방대형이며, 무덤칸은 안길과 안칸으로 이뤄졌다. 안길은 남벽 중심에 자리하고 있으며, 안칸의 크기는 동-서 3.5m, 남-북 3.36m, 높이 3.5m이다.
무덤은 화강석을 다듬어 반듯하게 쌓았으며, 천장은 3단의 평행고임과 1단의 삼각고임으로 된 평행삼각고임식이다. 특히, 사각과 삼각형을 이용해 천장부를 줄인데서 나오는 단순함을 덜기 위하여 삼각고임돌의 밑변을 약간 휘어 곡선으로 처리한 것을 볼 수 있다.

## 같이 보기
- 무용총
- 안악 3호분
- 각저총